# 王一之 (萬曆進士)
王一之（？—？），字希曾，號紹杏，直隸河間府肅寧縣人，明朝政治人物。

## 生平
萬曆十三年（1585年）乙酉科順天鄉試舉人。萬曆二十年（1592年），登壬辰科第三甲第一百九十七名進士。都察院觀政，二十一年授山西太平知縣，二十二年調安邑知縣，二十六年考察調闲散，降河南布政司照磨，二十八年升壽张知縣，三十二年升揚州府同知，三十四年浙江同考，三十六年升永州知府，三十八年補陕西临洮知府，四十三年升四川參議，四十四年致仕。

## 家族
曾祖王雄，大使；祖父王紘，教谕；父王道明，生员。